# Il violino di Ketty
Il violino di Ketty è un cortometraggio del 1914 diretto da Carlo Campogalliani.